# Miroslav Stevanović
Miroslav Stevanović (en serbio: Мирослав Стевановић; Zvornik, Republika Srpska, Bosnia y Herzegovina, 29 de julio de 1990) es un futbolista serbobosnio que juega como centrocampista en el Servette F. C.

## Trayectoria
Formado en la cantera del F.K. Vojvodina Novi Sad (Superliga de Serbia) donde, tras un breve paso como cedido durante seis meses en el F.K. Borac Banja Luka (Liga Premier de Bosnia y Herzegovina), dio el salto del filial al primer equipo en la temporada 2010-11. Tras una temporada y media con los Firmaši, con los que consiguió un subcampeonato de la Copa de Serbia (2010-11), fue traspasado al Sevilla F. C. (1.ª División) por alrededor de 1,5 millones de euros confirmando los intensos rumores que habían aparecido en diciembre.
Debutó en la 1.ª División en la derrota sufrida por su equipo el 12 de enero de 2013 frente al Valencia C. F. (2-0). Durante esa temporada solo jugó 10 partidos (7 de liga y 3 de copa) sin ser titular en ninguno de ellos y terminar de convencer a Unai Emery (técnico que sustituyó a Míchel González). Ante esta tesitura el jugador salió como cedido en verano al recién ascendido Elche C. F. (1.ª División) junto a Alberto Botía y Manu del Moral, donde tampoco contó con la confianza del técnico Fran Escribá. La situación del jugador serbobosnio en el club franjiverde era insostenible si buscaba ser convocado para el mundial y marchó como cedido al Deportivo Alavés (2.ª División) donde consiguió una mayor continudad jugando 13 partidos (7 de titular) y anotando un gol. A su vuelta al conjunto hispalense acordó la rescisión de su contrato.
Ya como jugador libre recaló en el mes de diciembre de 2014 en el Győri ETO F. C. (Nemzeti Bajnokság I). Posteriormente, tras un paso de seis meses por el Ergotelis F. C. (Beta Ethniki), fichó en enero de 2016 por el F. K. Željezničar Sarajevo (Liga Premier de Bosnia y Herzegovina).
En julio de 2017 firmó por el Servette F. C., llegando a ser elegido mejor jugador de la Challenge League suiza (Segunda División) en 2018.

### Selección nacional
Con una larga trayectoria en las selecciones inferiores de Bosnia y Herzegovina ha sido 14 veces internacional con la selección absoluta. El 13 de mayo de 2014 fue añadido en la lista preliminar de 30 de jugadores que representarían a Bosnia y Herzegovina en la Copa Mundial de Fútbol de 2014, aunque finalmente no fue incluido.

## Estadísticas
Clubes
 Actualizado a último partido jugado el 23 de febrer de 2020.
| Equipo | Temporada            | Div.             | Liga     | Liga  | Copas nacionales(1) | Copas nacionales(1) | Copas internacionales(2) | Copas internacionales(2) | Total    | Total |
| Equipo | Temporada            | Div.             | Partidos | Goles | Partidos            | Goles               | Partidos                 | Goles                    | Partidos | Goles |
| FK Borac Banja Luka Bosnia y Herzegovina (Cedido) | 2009/10 (2.ª vuelta) | 1.ª              | 15       | 2     | 0                   | 0                   | -                        | -                        | 15       | 2     |
| FK Borac Banja Luka Bosnia y Herzegovina (Cedido) | Total club           | Total club       | 15       | 2     | 0                   | 0                   | 0                        | 0                        | 15       | 2     |
| FK Vojvodina Serbia |                      |                  |          |       |                     |                     |                          |                          |          |       |
| 2010/11 | 1.ª                  | 24               | 4        | 3     | 0                   | 0                   | 0                        | 27                       | 4        |       |
| 2011/12 | 1.ª                  | 30               | 6        | 5     | 0                   | 2                   | 0                        | 37                       | 6        |       |
| 2012/13 (1.ª vuelta) | 1.ª                  | 15               | 2        | 2     | 0                   | 4                   | 1                        | 21                       | 3        |       |
| Total club | Total club           | 69               | 12       | 10    | 0                   | 6                   | 1                        | 85                       | 13       |       |
| Sevilla FC · España |                      |                  |          |       |                     |                     |                          |                          |          |       |
| 2012/13 (2.ª vuelta) | 1.ª                  | 7                | 0        | 3     | 0                   | -                   | -                        | 10                       | 0        |       |
| Total club | Total club           | 7                | 0        | 3     | 0                   | 0                   | 0                        | 10                       | 0        |       |
| Elche CF · España · (Cedido) |                      |                  |          |       |                     |                     |                          |                          |          |       |
| 2013/14 (1.ª vuelta) | 1.ª                  | 3                | 0        | 0     | 0                   | -                   | -                        | 3                        | 0        |       |
| Total club | Total club           | 3                | 0        | 0     | 0                   | 0                   | 0                        | 10                       | 0        |       |
| Deportivo Alavés · España · (Cedido) |                      |                  |          |       |                     |                     |                          |                          |          |       |
| 2013/14 (2.ª vuelta) | 2.ª                  | 13               | 1        | -     | -                   | -                   | -                        | 13                       | 1        |       |
| Total club | Total club           | 13               | 1        | 0     | 0                   | 0                   | 0                        | 3                        | 0        |       |
| Győri ETO FC · Hungría |                      |                  |          |       |                     |                     |                          |                          |          |       |
| 2014/15 (2.ª vuelta) | 1.ª                  | 3                | 0        | -     | -                   | -                   | -                        | 3                        | 0        |       |
| Total club | Total club           | 3                | 0        | 0     | 0                   | 0                   | 0                        | 3                        | 0        |       |
| Ergotelis FC · Grecia |                      |                  |          |       |                     |                     |                          |                          |          |       |
| 2015/16 (1.ª vuelta) | 2.ª                  | 9                | 1        | 2     | 0                   | -                   | -                        | 11                       | 1        |       |
| Total club | Total club           | 9                | 1        | 2     | 0                   | 0                   | 0                        | 3                        | 0        |       |
| FK Željezničar Sarajevo Bosnia y Herzegovina |                      |                  |          |       |                     |                     |                          |                          |          |       |
| 2015/16 (2.ª vuelta) | 1.ª                  | 13               | 3        | 4     | 1                   | -                   | -                        | 17                       | 4        |       |
| 2016/17 | 1.ª                  | 16               | 2        | 2     | 0                   | -                   | -                        | 18                       | 2        |       |
| Total club | Total club           | Total club       | 29       | 5     | 6                   | 1                   | 0                        | 0                        | 3        | 0     |
| Servette FC · Suiza |                      |                  |          |       |                     |                     |                          |                          |          |       |
| 2017/18 | 2.ª                  | 31               | 8        | 1     | 0                   | -                   | -                        | 32                       | 8        |       |
| 2018/19 | 2.ª                  | 34               | 11       | 2     | 0                   | -                   | -                        | 36                       | 11       |       |
| 2019/20 | 1.ª                  | 21               | 4        | 2     | 0                   | -                   | -                        | 23                       | 4        |       |
| Total club | Total club           | 86               | 23       | 5     | 0                   | 0                   | 0                        | 91                       | 23       |       |
| Total en carrera | Total en carrera     | Total en carrera | 234      | 44    | 26                  | 1                   | 6                        | 1                        | 266      | 46    |
| (1)Incluye datos de la Copa de Serbia (2010-11, 2011-12 y 2012-13) Incluye datos de la Copa del Rey (2012-13) (2) Incluye datos de la Liga Europea de la UEFA (2011/12 y 2012/13) |                      |                  |          |       |                     |                     |                          |                          |          |       |

## Palmarés

### Títulos nacionales
| Título        | Club           | País  | Año  |
| ------------- | -------------- | ----- | ---- |
| Copa de Suiza | Servette F. C. | Suiza | 2024 |